# Église Saint-Pierre de Saint-Pierre-Azif
Pour les articles homonymes, voir Église Saint-Pierre.
L'église Saint-Pierre est une église catholique située à Saint-Pierre-Azif, en France.

## Localisation
L'église est située dans le département français du Calvados, à l'est du petit bourg de Saint-Pierre-Azif.

## Historique
L'édifice est inscrit au titre des monuments historiques depuis le 17 juillet 1926.
Sur le mur sud de l'église, on trouve plusieurs cadrans canoniaux.

Cadrans canoniaux
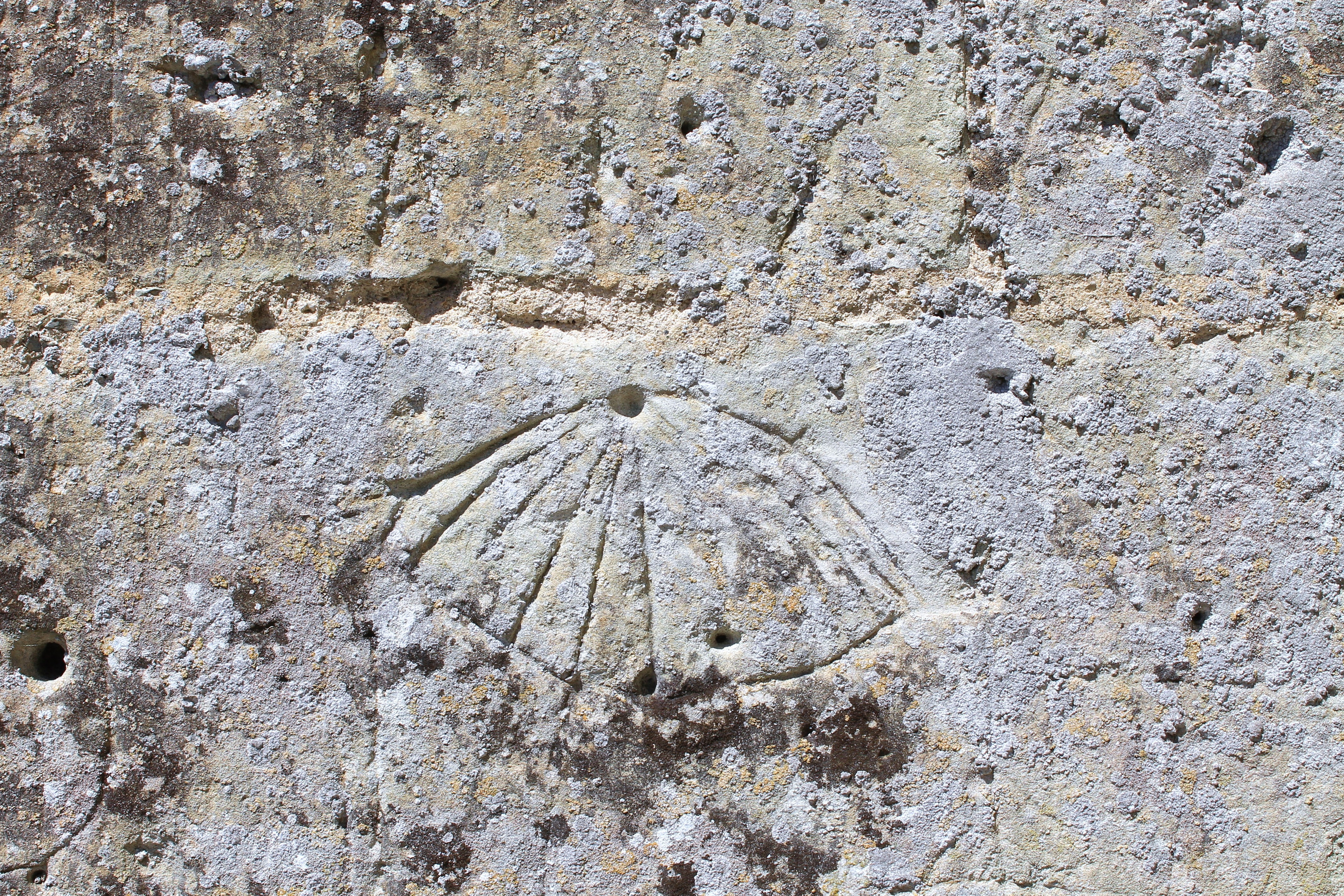
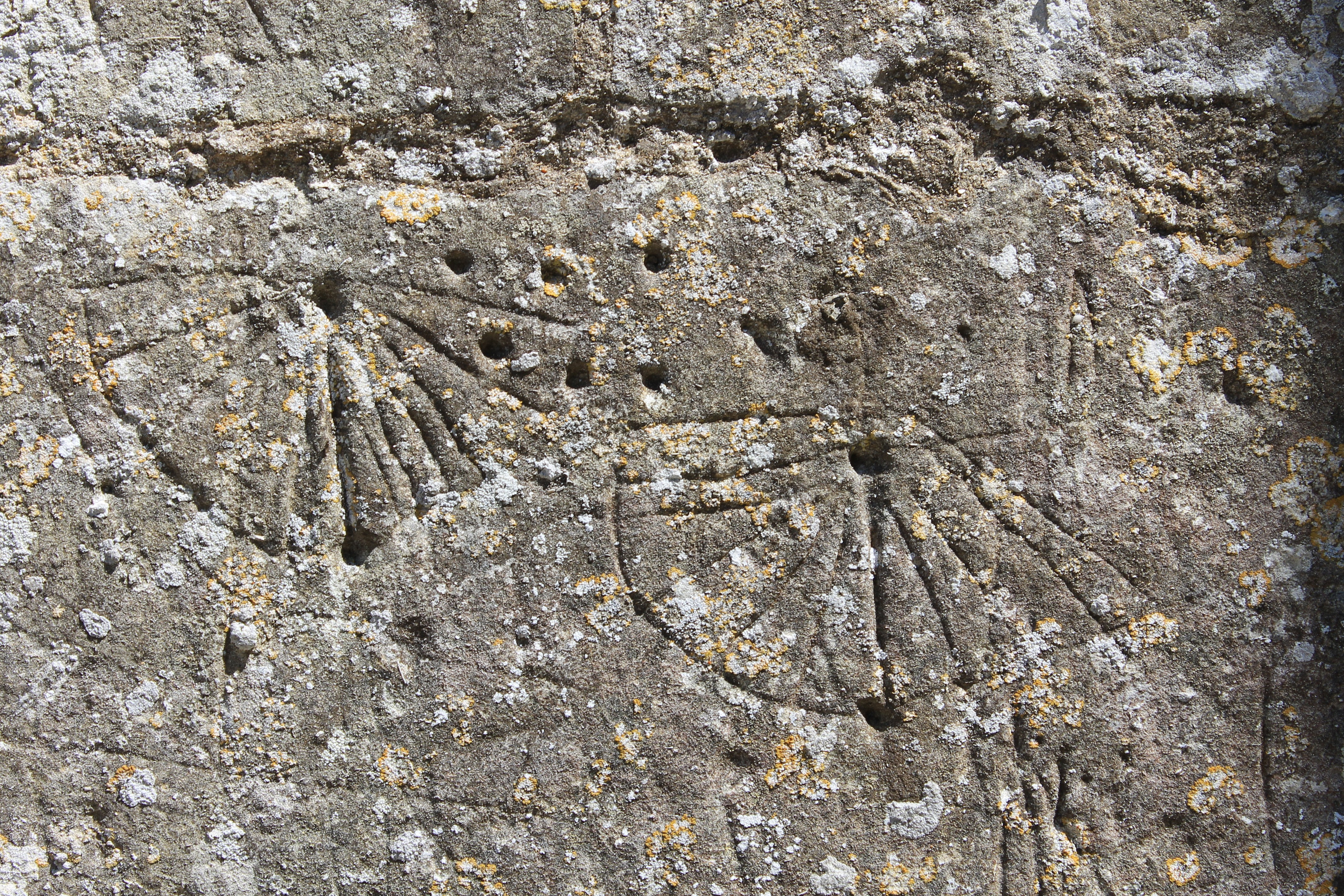

## Architecture
La tour façade lombarde, de plan barlong, complètement aveugle, est coiffée d’un trapèze d’ardoises et scandée de deux larmiers horizontaux. Le porche, peu profond, donne accès à une double porte de style renaissance. Le trumeau accueille une Vierge à l'Enfant de pierre autrefois polychrome et un saint Nicolas tenant un livre ouvert. Au nord du clocher, une tour parallélépipèdique abrite un escalier.
La nef (XVe siècle), très haute, est coiffée d’un toit d’ardoises. Elle est percée par quatre fenêtres de style flamboyant, séparées par des contreforts. Le chœur (XIIe siècle) est composée d’une chapelle absidiale seigneuriale plus basse et plus étroite.
La sacristie (XVIIe siècle), au nord, est de forme hexagonale.
Les vitraux sont d’Henri Mazuet,.

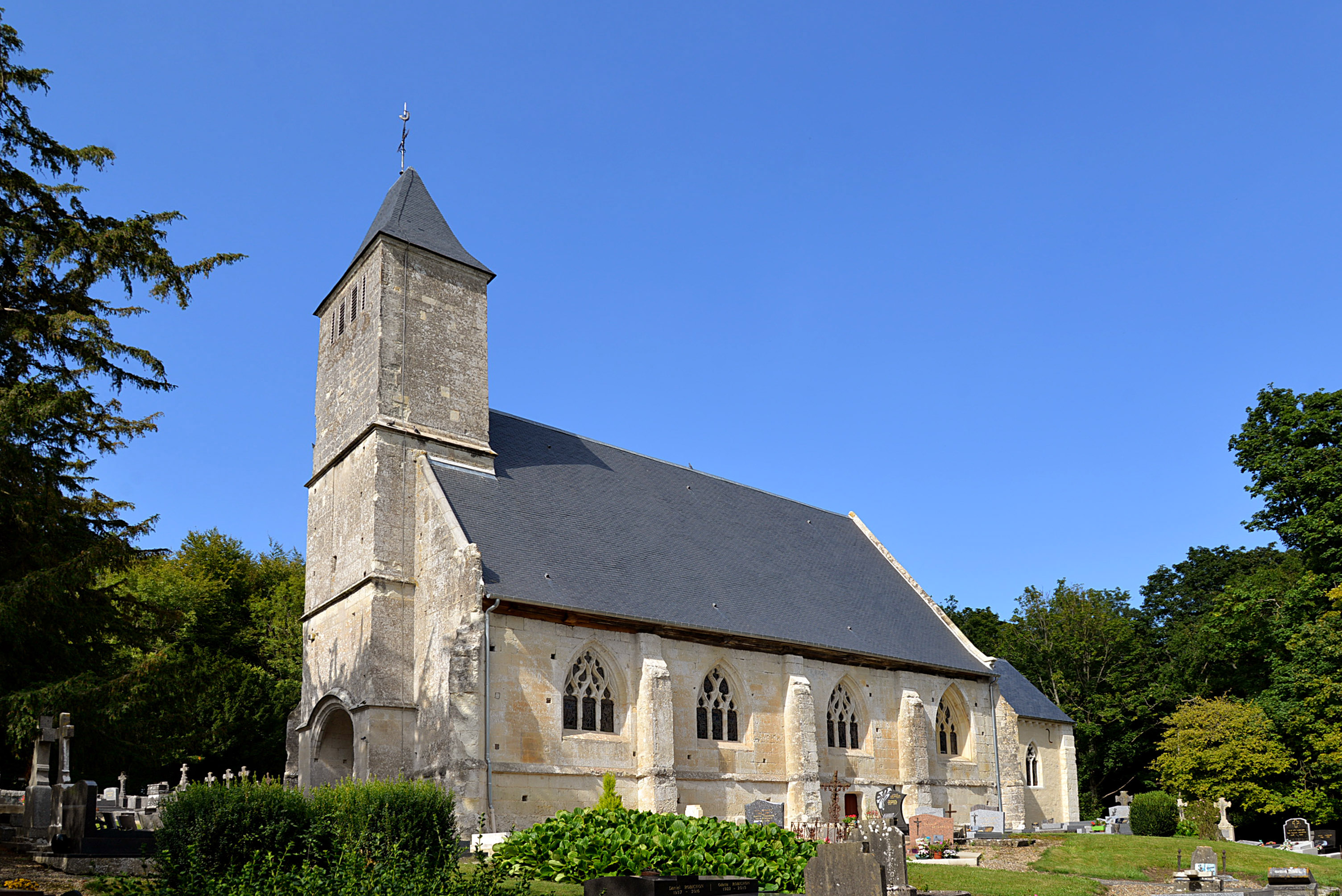
L'église Saint-Pierre.
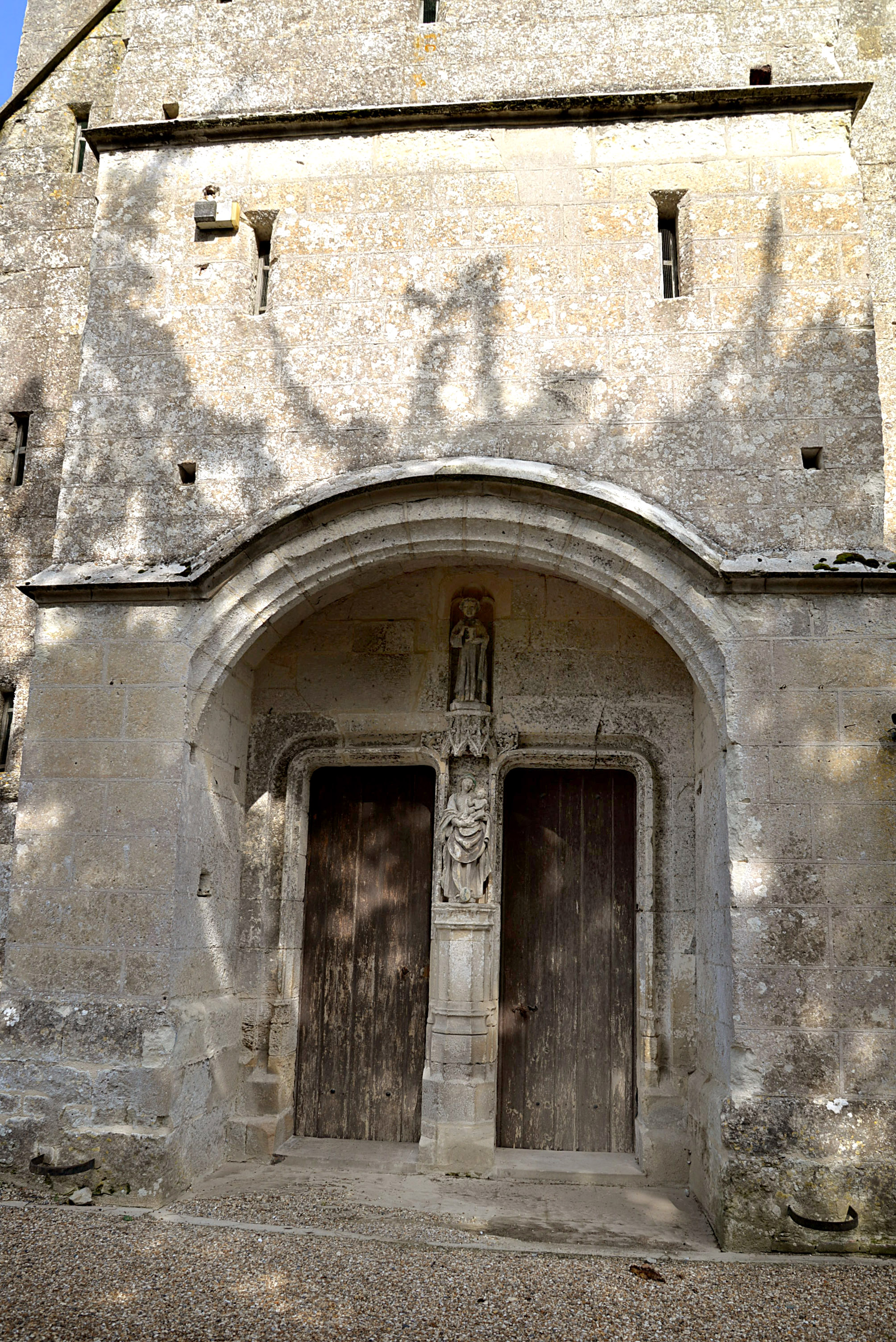
Le portail ouest de l'église Saint-Pierre.